# Francois (St. Vincent)
Francois ist ein Ort auf der Insel St. Vincent, die dem Staat St. Vincent und die Grenadinen angehört. Der Ort liegt im Zentrum der Insel auf 230 Meter Seehöhe und gehört zum Parish Saint Andrew.